# تترا وردية
تترا وردية (باللاتينية: Hyphessobrycon rosaceus)، (بالإنجليزية: Rosy tetra) تنتمي لفصيلة الخراقينية، هي سمكة زينة من فصيلة التترا.